# Чемпионат России по плаванию 2014
Чемпионат России по плаванию 2014 года прошёл с 13 по 17 мая в СК «Олимпийский», Москва.
В соревнованиях приняли участие спортсмены России, Украины, Узбекистана, Латвии. Было разыграно 42 комплекта медалей. Соревнования были квалификационными для участия в чемпионате Европы по водным видам спорта в Берлине (13-24 августа), первенстве Европы по плаванию среди юниоров в Дордрехте (9-13 июля) и летних юношеских Олимпийских играх в китайском Нанкине (16-28 августа).

## Призёры

### Мужчины
| Дистанция                         | Золото | Золото   | Серебро | Серебро  | Бронза | Бронза   |
| --------------------------------- | --- | -------- | --- | -------- | --- | -------- |
| 50 м вольным стилем               | Владимир Морозов Волгоградская область                                                                                | 21.55    | Андрей Гречин Алтайский край | 21.94    | Сергей Фесиков ЯНАО — Пензенская область                                                                             | 22.03    |
| 100 м вольным стилем              | Владимир Морозов Волгоградская область                                                                                | 48.31    | Александр Сухоруков Санкт-Петербург — Коми                                                                                        | 48.66    | Сергей Фесиков ЯНАО — Пензенская область                                                                             | 48.76    |
| 200 м вольным стилем              | Никита Лобинцев Московская обл. — Свердловская обл.                                                                   | 1:46.76  | Александр Сухоруков Санкт-Петербург — Коми                                                                                        | 1:47.39  | Вячеслав Андрусенко Санкт-Петербург                                                                                  | 1:47.88  |
| 400 м вольным стилем              | Евгений Куликов Москва                                                                                                | 3:51.39  | Александр Фёдоров Санкт-Петербург                                                                                                 | 3:51.95  | Дмитрий Ермаков Москва                                                                                               | 3:52.98  |
| 800 м вольным стилем              | Евгений Куликов Москва                                                                                                | 8:01.95  | Александр Фёдоров Санкт-Петербург                                                                                                 | 8:02.14  | Эрнест Максумов Татарстан                                                                                            | 8:09.55  |
| 1500 м вольным стилем             | Кирилл Абросимов Московская обл. — Ярославская обл.                                                                   | 15:17.25 | Евгений Куликов Москва | 15:32.19 | Эрнест Максумов Татарстан                                                                                            | 15:33.22 |
|                                   | |          | |          | |          |
| 50 м на спине                     | Владимир Морозов Волгоградская область                                                                                | 23.52    | Сергей Фесиков ЯНАО — Пензенская область                                                                                          | 24.88    | Никита Ульянов ХМАО-Югра                                                                                             | 24.89    |
| 100 м на спине                    | Никита Ульянов ХМАО-Югра                                                                                              | 54.08    | Андрей Шабасов Санкт-Петербург | 54.63    | Виталий Борисов Пензенская область                                                                                   | 54.93    |
| 200 м на спине                    | Андрей Шабасов Санкт-Петербург                                                                                        | 1:56.97  | Евгений Рылов Московская область                                                                                                  | 1:58.85  | Григорий Тарасевич Омская область                                                                                    | 1:59.59  |
|                                   | |          | |          | |          |
| 50 м брассом                      | Андрей Николаев Санкт-Петербург Владимир Морозов Волгоградская область                                                | 27.78    | — | —        | Игорь Головин Хабаровский край                                                                                       | 28.00    |
| 100 м брассом                     | Андрей Николаев Санкт-Петербург                                                                                       | 1:00.41  | Григорий Фалько Москва | 1:00.66  | Антон Лобанов Новосибирская область                                                                                  | 1:00.68  |
| 200 м брассом                     | Александр Палатов Волгоградская область                                                                               | 2:10.94  | Григорий Фалько Москва | 2:11.45  | Илья Хоменко Ростовская область                                                                                      | 2:11.60  |
|                                   | |          | |          | |          |
| 50 м баттерфляем                  | Евгений Седов Волгоградская область                                                                                   | 23.28    | Никита Коновалов Волгоградская область                                                                                            | 23.45    | Евгений Коптелов Волгоградская область                                                                               | 23.92    |
| 100 м баттерфляем                 | Вячеслав Прудников Санкт-Петербург                                                                                    | 51.60    | Никита Коновалов Волгоградская область                                                                                            | 51.83    | Евгений Коротышкин Москва                                                                                            | 52.09    |
| 200 м баттерфляем                 | Николай Скворцов Калужская область                                                                                    | 1:56.98  | Александр Кудашев Самарская область                                                                                               | 1:57.42  | Артём Лазарев Пензенская область                                                                                     | 1:59.40  |
|                                   | |          | |          | |          |
| 200 м комплексное плавание        | Иван Трофимов Пензенская область                                                                                      | 1:59.87  | Дмитрий Горбунов Пензенская область                                                                                               | 2:00.39  | Александр Тихонов Москва                                                                                             | 2:00.66  |
| 400 м комплексное плавание        | Семён Макович Самарская область                                                                                       | 4:17.55  | Александр Тихонов Москва | 4:18.24  | Александр Осипенко Краснодарский край                                                                                | 4:20.69  |
|                                   | |          | |          | |          |
| 4 х 100 м эстафета вольным стилем | Санкт-Петербург Евгений Лагунов (50.06) Александр Сухоруков (48.48) Олег Тихобаев (48.52) Вячеслав Андрусенко (50.20) | 3:17.26  | Волгоградская область Евгений Королюк (50.79) Михаил Украинский (50.47) Андрей Ушаков (50.29) Владимир Морозов (49.06)            | 3:20.61  | Красноярский край Иван Рыбкин (51.02) Алексей Степанов (50.93) Вячеслав Щукин (49.70) Андрей Арбузов (49.54)         | 3:21.07  |
| 4 х 200 м эстафета вольным стилем | Москва Дмитрий Ермаков (1:49.83) Артём Лобузов (1:49.33) Павел Медвецкий (1:50.78) Егор Дегтярёв (1:51.79)            | 7:21.73  | Санкт-Петербург Александр Фёдоров (1:51.13) Александр Попков (1:51.64) Евгений Айзетуллов (1:53.10) Вячеслав Андрусенко (1:48.49) | 7:24.36  | Татарстан Эрнест Максумов (1:53.01) Станислав Зацепин (1:54.71) Ринат Мустафин (1:52.69) Александр Красных (1:48.93) | 7:29.34  |
| 4 х 100 м комплексная эстафета    | Санкт-Петербург Андрей Шабасов (55.47) Андрей Николаев (1:00.75) Вячеслав Прудников (51.18) Олег Тихобаев (48.46)     | 3:35.86  | Волгоградская область Никита Коновалов (55.49) Александр Палатов (1:01.08) Евгений Коптелов (52.07) Владимир Морозов (47.25)      | 3:35.89  | Свердловская область Владимир Важенин (57.31) Сергей Силин (1:02.07) Сергей Тарханов (55.14) Олег Помазкин (52.00)   | 3:46.52  |

### Женщины
| Дистанция                         | Золото | Золото   | Серебро | Серебро  | Бронза | Бронза   |
| --------------------------------- | --- | -------- | --- | -------- | --- | -------- |
| 50 м вольным стилем               | Розалия Насретдинова Москва                                                                                         | 24.95    | Елизавета Базарова Белгородская обл. — Тульская обл.                                                                              | 25.14    | Екатерина Кудинова Москва                                                                                                | 25.78    |
| 100 м вольным стилем              | Вероника Попова Санкт-Петербург                                                                                     | 54.21    | Виктория Андреева Пензенская область                                                                                              | 55.02    | Маргарита Нестерова Белгородская область                                                                                 | 55.23    |
| 200 м вольным стилем              | Вероника Попова Санкт-Петербург                                                                                     | 1:55.93  | Виктория Андреева Пензенская область                                                                                              | 1:58.55  | Арина Опёнышева Красноярский край                                                                                        | 1:59.73  |
| 400 м вольным стилем              | Анастасия Иваненко Коми                                                                                             | 4:14.35  | Арина Опёнышева Красноярский край                                                                                                 | 4:14.69  | Анна Егорова Новгородская область                                                                                        | 4:16.85  |
| 800 м вольным стилем              | Елизавета Горшкова Москва                                                                                           | 8:42.15  | Анастасия Иваненко Коми | 8:47.30  | Арина Опёнышева Красноярский край                                                                                        | 8:53.23  |
| 1500 м вольным стилем             | Елизавета Горшкова Москва                                                                                           | 16:34.70 | Анастасия Иваненко Коми | 16:44.20 | Ирина Аржанцева Москва                                                                                                   | 16:59.08 |
|                                   | |          | |          | |          |
| 50 на спине                       | Дарья К. Устинова Свердловская область                                                                              | 28.18    | Александра Папуша Москва | 28.71    | Мария Каменева Оренбургская область                                                                                      | 29.11    |
| 100 на спине                      | Дарья К. Устинова Свердловская область                                                                              | 59.78    | Анастасия Кляровская Москва | 1:01.67  | Александра Папуша Москва                                                                                                 | 1:01.70  |
| 200 на спине                      | Дарья К. Устинова Свердловская область                                                                              | 2:08.02  | Александра Папуша Москва | 2:10.90  | Кристина Вершинина ХМАО-Югра                                                                                             | 2:11.68  |
|                                   | |          | |          | |          |
| 50 м брассом                      | Анна Белоусова Свердловская область                                                                                 | 31.48    | Дарья Деева Свердловская область                                                                                                  | 31.82    | Валентина Артемьева Новосибирская область                                                                                | 31.89    |
| 100 м брассом                     | Виталина Симонова Новосибирская обл. — Оренбургская обл.                                                            | 1:08.31  | Анна Белоусова Свердловская область                                                                                               | 1:08.59  | Наталья Иванеева Волгоградская область                                                                                   | 1:09.31  |
| 200 м брассом                     | Виталина Симонова Новосибирская обл. — Оренбургская обл.                                                            | 2:24.93  | Анна Белоусова Свердловская область                                                                                               | 2:27.67  | Анастасия Чаун Москва | 2:28.48  |
|                                   | |          | |          | |          |
| 50 м баттерфляем                  | Светлана Чимрова Москва                                                                                             | 26.24    | Анастасия Лязева Санкт-Петербург                                                                                                  | 26.65    | Розалия Насретдинова Москва                                                                                              | 26.72    |
| 100 м баттерфляем                 | Светлана Чимрова Москва                                                                                             | 58.23    | Анна Полякова Санкт-Петербург | 59.68    | Анастасия Лязева Санкт-Петербург                                                                                         | 59.71    |
| 200 м баттерфляем                 | Яна Мартынова Татарстан                                                                                             | 2:10.85  | Дарья Шмакова Омская область | 2:13.49  | Светлана Чимрова Москва                                                                                                  | 2:13.60  |
|                                   | |          | |          | |          |
| 200 м комплексное плавание        | Виктория Андреева Пензенская область                                                                                | 2:12.20  | Виталина Симонова Новосибирская обл. — Оренбургская обл.                                                                          | 2:13.92  | Ранохон Аманова · Узбекистан                                                                                             | 2:14.53  |
| 400 м комплексное плавание        | Яна Мартынова Татарстан                                                                                             | 4:42.00  | Виктория Малютина Пензенская область                                                                                              | 4:44.59  | Ранохон Аманова · Узбекистан                                                                                             | 4:46.56  |
|                                   | |          | |          | |          |
| 4 х 100 м эстафета вольным стилем | Санкт-Петербург Вероника Попова (54.49) Ксения Козюк (55.59) Анна Зайцева (56.54) Дарья С. Устинова (55:09)         | 3:43.58  | Москва Елизавета Байкова (56.70) Екатерина Кудинова (56.86) Валерия Колотушкина (55.86) Розалия Насретдинова (55.95)              | 3:45.37  | Свердловская область Полина Лапшина (57.35) Дарья К. Устинова (56.53) Алина Кашинская (57.79) Валерия Саламатина (58.27) | 3:49.94  |
| 4 х 200 м эстафета вольным стилем | Санкт-Петербург Дарья С. Устинова (2:01.84) Ирина Шваева (2:02.93) Вероника Попова (1:56.31) Анна Зайцева (2:03.24) | 8:04.32  | Свердловская область Валерия Саламатина (2:29.63) Полина Лапшина (?) Анастасия Кирпичникова (2:03.45) Дарья К. Устинова (2:01.01) | 8:11.87  | Москва Валерия Колотушкина (2:03.20) Алёна Кудряшова (2:03.16) Кристина Пухова (2:05.67) Ксения Юськова (2:03.43)        | 8:15.46  |
| 4 х 100 м комплексная эстафета    | Москва Александра Папуша (1:01.78) Вера Калашникова (1:10.42) Светлана Чимрова (58.28) Розалия Насретдинова (55.01) | 4:05.49  | Свердловская область Дарья К. Устинова (1:00.21) Анна Белоусова (1:08.36) Алина Кашинская (1:00.18) Полина Лапшина (58.11)        | 4:06.86  | Пензенская область Ольга Ключникова (1:03.10) Мария Асташкина (1:10.28) Юлия Ларина (1:00.97) Полина Лапшина (58.11)     | 4:09.71  |

### Смешанные соревнования
| Дистанция                         | Золото | Золото  | Серебро | Серебро | Бронза | Бронза  |
| --------------------------------- | --- | ------- | --- | ------- | --- | ------- |
| 4 × 100 м эстафета вольным стилем | Санкт-Петербург Евгений Айзетуллов (?) Александр Попков (?) Дарья С. Устинова (54.46) Вероника Попова (54.47) | 3:28.96 | Белгородская область Андрей Чеботарский (51.15) Елизавета Базарова (56.33) Антон Макушкин (49.93) Маргарита Нестерова (54.96) | 3:32.37 | Москва Станислав Степанов (51.00) Валерия Колотушкина (56.20) Розалия Насретдинова (56.82) Михаил Полищук (50.01) | 3:34.03 |
| 4 × 100 м комплексная эстафета    | Санкт-Петербург Андрей Шабасов (54.46) Андрей Николаев (1:01.64) Вероника Попова (?) Дарья С. Устинова (?)    | 3:48.74 | Москва Александра Папуша (1:02.66) Всеволод Занько (59.86) Светлана Чимрова (57.91) Станислав Степанов (50.14)                | 3:50.57 | Волгоградская область Павел Космынин (?) Наталья Иванеева (?) Роман Рыбин (52.87) Мария Новикова (56.84)          | 3:55.70 |